# بعثة منظمة الأمن والتعاون في أوروبا إلى كرواتيا
بعثة منظمة الأمن والتعاون في أوروبا إلى كرواتيا هي البعثة الميدانية لمنظمة الأمن والتعاون في أوروبا العاملة في كرواتيا في الفترة من يوليو 1996 حتى ديسمبر 2007. أصبحت البعثة منظمة دولية بارزة في كرواتيا بعد رحيل قوات إدارة الأمم المتحدة الانتقالية في سلافونيا الشرقية وبارانيا وسيرميوم الغربية .  كان من المفترض أن تستمر البعثة الأصلية حتى عام 1999 وتتألف من 280 موظفًا دوليًا (بما في ذلك 120 مراقبي شرطة) و320 موظفًا وطنيًا منتشرين في عشرين مكتبًا ميدانيًا وثلاثة مراكز تنسيق إقليمية بالإضافة إلى المقر الرئيسي في زغرب.  وأذنت الولاية الأولى التي اعتمدها المجلس الدائم في نيسان / أبريل 1996 للبعثة بـ «تقديم المساعدة والخبرة للسلطات الكرواتية على جميع المستويات وكذلك إلى الأفراد والجماعات والمنظمات المهتمة في مجال حماية حقوق الإنسان وحقوق الأشخاص المنتمين إلى أقليات قومية. في هذا السياق، ومن أجل تعزيز المصالحة وسيادة القانون والامتثال لأعلى المعايير المعترف بها دوليا، ستساعد البعثة أيضا وتقدم المشورة بشأن التنفيذ الكامل للتشريعات ورصد الأداء السليم وتطوير المؤسسات والعمليات والآليات الديمقراطية».  في 14 يوليو / تموز 1997، حث قرار مجلس الأمن التابع للأمم المتحدة رقم 1120 حكومة جمهورية كرواتيا على التعاون الكامل مع بعثة منظمة الأمن والتعاون في أوروبا في عودة جميع اللاجئين والمشردين وحماية حقوقهم وحماية الأشخاص المنتمين إلى أقليات قومية .  وكانت الميزانية السنوية للبعثة في عام 2000 تبلغ 900 086 21 يورو.  في مقر زغرب، كانت البعثة تعمل من ثلاثة مراكز تنسيق في فوكوفار وسيساك وكنين و14 مكتبًا ميدانيًا.  في منطقة سلافونيا الشرقية السابقة، قامت بعثة بارانيا وسيرميا الغربية بتشغيل مجموعة مراقبة الشرطة في الفترة 1998-2000 لكنها أغلقت في سبتمبر 2000 بسبب الوضع الأمني المستقر في كرواتيا ولا سيما في منطقة الدانوب.  في 21 ديسمبر 2007، قرر المجلس الدائم لمنظمة الأمن والتعاون في أوروبا إغلاق بعثة منظمة الأمن والتعاون في أوروبا إلى كرواتيا، في 31 ديسمبر 2007، والاحتفاظ فقط بمكتب منظمة الأمن والتعاون في أوروبا في زغرب.  تم إغلاق هذا المكتب في 17 يناير 2012.  أصبحت كرواتيا دولة عضو كاملة في الناتو في عام 2009 والاتحاد الأوروبي في عام 2013.